# Gary Lupul
Pour les articles homonymes, voir Gary et Lupul.
Gary Lupul (né le 20 avril 1959 à Powell River en Colombie-Britannique province du Canada et mort le 18 juillet 2007 à Burnaby également au Canada) est un joueur professionnel de hockey sur glace.

## Carrière en club
Il commence sa carrière en jouant dans la Ligue de hockey de l'Ouest du Canada en 1975 pour les Cougars de Victoria. Un jour avant le début du camp d'entraînement des Canucks de Vancouver de la Ligue nationale de hockey il signe un contrat en tant qu'agent libre. Il impose alors son style en se battant dès le premier jour du camp contre Gerry Minor afin de montrer que malgré sa taille relativement faible pour un joueur de hockey (1 mètre 77), il n'avait pas peur de se frotter aux plus grands joueurs.
Tout au long de sa carrière il passe du temps avec les Canucks mais également avec les franchises affiliées aux Canucks, que ce soit les Black Hawks de Dallas dans la Ligue centrale de hockey ou l'Express de Fredericton de la Ligue américaine de hockey.
Entre 1979 et 1986, il joue pour les Canucks et connaît sa meilleure saison en 1983-1984, jouant alors sur la même ligne que Lars Molin et Dave "Tiger" Williams.
Il est connu pour avoir été en 1984, le premier joueur de la LNH à se battre avec le premier choix du repêchage d'entrée : Mario Lemieux. Le jeune joueur parvient à gagner son premier combat contre Lupul en raison de sa grande taille.
À la suite de son contrat avec les Canucks, il signe en Europe dans le championnat d'Allemagne (1. Bundesliga) pour les Berlin Prussian. Il réalise une saison dans la 1. Bundesliga avant de raccrocher ses patins.
À la suite de sa carrière, il devient recruteur pour les Canucks pour la région de l'Ontario au Canada. Les Canucks l'embauchent au départ afin de l'aider à sortir de problèmes de toxicomanie. Connu pour avoir des problèmes de circulation sanguine, il décède à l'âge de 48 ans alors qu'il rendait visite à sa fille de 18 ans dans la ville de Burnaby.

## Statistiques
Pour les significations des abréviations, voir Statistiques du hockey sur glace.
| Saison     | Équipe                 | Ligue      |     | Saison régulière | Saison régulière | Saison régulière | Saison régulière | Saison régulière |    | Séries éliminatoires | Séries éliminatoires | Séries éliminatoires | Séries éliminatoires | Séries éliminatoires |
| Saison     | Équipe                 | Ligue      | PJ  | B                | A                | Pts              | Pun              | PJ               | B  | A                    | Pts                  | Pun                  |                      |                      |
| 1975-1976  | Cougars de Victoria    | LHOC       | 4   | 1                | 1                | 2                | 2                | 1                | 0  | 0                    | 0                    | 0                    |                      |                      |
| 1976-1977  | Cougars de Victoria    | LHOC       | 71  | 38               | 63               | 101              | 116              | 4                | 1  | 0                    | 1                    | 2                    |                      |                      |
| 1977-1978  | Cougars de Victoria    | LHOC       | 59  | 37               | 49               | 86               | 79               | 13               | 6  | 15                   | 21                   | 2                    |                      |                      |
| 1978-1979  | Cougars de Victoria    | LHOu       | 71  | 53               | 54               | 107              | 85               | 15               | 10 | 14                   | 24                   | 19                   |                      |                      |
| 1979-1980  | Black Hawks de Dallas  | LCH        | 26  | 9                | 15               | 24               | 4                |                  |    |                      |                      |                      |                      |                      |
| 1979-1980  | Canucks de Vancouver   | LNH        | 51  | 9                | 11               | 20               | 24               | 4                | 1  | 0                    | 1                    | 0                    |                      |                      |
| 1980-1981  | Black Hawks de Dallas  | LCH        | 53  | 25               | 32               | 57               | 27               | 6                | 4  | 1                    | 5                    | 5                    |                      |                      |
| 1980-1981  | Canucks de Vancouver   | LNH        | 7   | 0                | 2                | 2                | 2                |                  |    |                      |                      |                      |                      |                      |
| 1981-1982  | Black Hawks de Dallas  | LCH        | 31  | 22               | 17               | 39               | 76               |                  |    |                      |                      |                      |                      |                      |
| 1981-1982  | Canucks de Vancouver   | LNH        | 41  | 10               | 7                | 17               | 26               | 10               | 2  | 3                    | 5                    | 4                    |                      |                      |
| 1982-1983  | Express de Fredericton | LAH        | 35  | 16               | 26               | 42               | 48               |                  |    |                      |                      |                      |                      |                      |
| 1982-1983  | Canucks de Vancouver   | LNH        | 40  | 18               | 10               | 28               | 46               | 4                | 1  | 3                    | 4                    | 2                    |                      |                      |
| 1983-1984  | Canucks de Vancouver   | LNH        | 69  | 17               | 27               | 44               | 51               | 4                | 0  | 1                    | 1                    | 7                    |                      |                      |
| 1984-1985  | Canucks de Vancouver   | LNH        | 66  | 12               | 17               | 29               | 82               |                  |    |                      |                      |                      |                      |                      |
| 1985-1986  | Express de Fredericton | LAH        | 43  | 13               | 22               | 35               | 76               | 3                | 2  | 0                    | 2                    | 4                    |                      |                      |
| 1985-1986  | Canucks de Vancouver   | LNH        | 19  | 4                | 1                | 5                | 12               | 3                | 0  | 0                    | 0                    | 0                    |                      |                      |
| 1987-1988  | Berlin Prussian        | 1. GBun    | 27  | 17               | 12               | 29               | 20               |                  |    |                      |                      |                      |                      |                      |
| Totaux LNH | Totaux LNH             | Totaux LNH | 293 | 70               | 75               | 145              | 243              | 25               | 4  | 7                    | 11                   | 13                   |                      |                      |